# World Skate Europe
World Skate Europe, anciennement appelée Confédération européenne de roller-skating, ou CERS, est l'instance sportive qui dirige le roller in line hockey, le rink hockey, le roller de vitesse et patinage artistique sur roulettes au niveau européen.

## Comité central
Le CERS est dirigé par un comité central comprenant plusieurs membres:
- Fernando Elias Claro (président)
- Ignacio González Pereira (1er vice-président)
- Fernando Leandro Naroli (2e vice-président)

## Comités techniques
La Confédération européenne de roller-skating comprend un comité technique disciplinaire ainsi que les comités techniques suivants représentant les différentes disciplines affiliées:
- WSE Artistique
- WSE Freestyle
- WSE In-Line Agressif
- WSE In-Line Hockey
- WSE Rink hockey
- WSE Roller Alpin
- WSE Roller Derby
- WSE Skateboarding
- WSE Roller de vitesse

Les compétitions sont organisées par les comités techniques de chaque discipline.

## Fédérations affiliées
Les fédérations nationales européennes sont affiliées à la CERS, et notamment la Fédération française de roller et skateboard.